# ラッファエーレ・ペッタッツォーニ
ラッファエーレ・ペッタッツォーニ（Raffaele Pettazzoni 1883年2月3日 - 1959年12月8日）は、イタリアの宗教学者である。宗教学に歴史の視点からのアプローチを取り入れた最初期の学者のひとりであり、彼が創始した学問は、イタリアにおいて、「宗教史学（storia delle religioni）」と呼ばれ、1つの自律した学問とみなされている。また、ミルチャ・エリアーデら後発の宗教学者に大きな影響を与えたことでも知られている。

## 生涯
ペッタッツォーニは1883年2月3日にイタリアエミリア＝ロマーニャ州ボローニャ県サン・ジョヴァンニ・イン・ペルシチェートに生まれた。1905年にはボローニャにあるイタリア考古学学校で考古学の学位を取得し、1909年にはローマにある先史民俗学博物館の館長に任命された。
1923年、ペッタッツォーニはローマ・ラ・サピエンツァ大学に職を得て、翌1924年から宗教史の研究を開始した。彼が創始した「宗教史学」はイタリアの学術界に広まり、大きな影響を与えた。ローマ・ラ・サピエンツァ大学における、ペッタッツォーニの指導学生には後にローマ学派を創始するアンゲロ・ブレリチとダリオ・サッバトゥッチがいた。また、1925年から1937年にかけて『イタリア語版宗教史/民俗学事典』編纂の監修を行った。1933年、イタリア学術院に彼の名前が刻まれた。
ペッタッツォーニは「宗教史学」を確立するだけではなく、1920年代にイタリア宗教史学校を創設したり、1925年に雑誌「the journal Studies and materials of history of religions」を創刊するなど学問の発展に大きな貢献をはたした。
1938年、ペッタッツォーニは人種法（Manifesto della razza）の制定に賛成した。
第二次世界大戦の終結後、ペッタッツォーニはアッカデーミア・デイ・リンチェイの一員となった。1950年には国際宗教史学会の会長とその学術誌『Numen』の編集長に就任した。1953年には大学を定年退職した。1959年、ローマでペッタッツォーニは亡くなった。

## 思想
ペッタッツォーニの重要な業績として、ヴィルヘルム・シュミットが提唱した原始一神教説を論駁したことと、原始宗教における最高存在に関する研究を挙げることができる。ペッタッツォーニはいわゆる原始社会において一神教が存在したという証拠を見つけ、すべての社会において、最高存在が他の霊的存在を否定するものではないと認識されていることを見出した。その後に、シュミットの最高存在という概念が一神教における最高存在と同一ではないかと疑った。さらに、一神教は多神教に起こる緩やかな変化の流れに沿ったもので、最近になって生じた宗教であると主張した。この議論はカナン地方の神を非難し、イスラエルの倫理的な一神教と下位の存在と共存している唯一の超越的な神性を支持した旧約聖書に登場する預言者たちを巡って行われた。1957年に刊行された『L’essere supremo nelle religioni primitive』でペッタッツォーニは「シュミットは科学と神学を混同している。」と指摘した。
ペッタッツォーニにとって、原始宗教における神の概念は歴史的な文脈から独立した先験的な概念ではなく、その社会の特性に応じた存在に関する様々な条件から現れ出てくるもので、歴史的なものであった。神の概念が出てくるのは、社会的な文脈においてだけである。最高存在は先験的な形では存在していない。それ故に、最高存在は様々な形（雨を降らす者、狩猟の守護者など）で現れ出てくるのである。ペッタッツォーニは宗教が社会のなかに存在する文化に影響を与える歴史的、社会的文脈によって決定づけられた歴史の産物であると主張している。
ペッタッツォーニは歴史的な産物として、伝承が複数存在することは宗教が複数存在することであると述べている。あらゆる国家・民族には固有の歴史があるために、それに応じた宗教が形成され、人間の根本的な問題に対する答えを提示したと述べている。宗教を他の社会的、文化的現象と分けるものは宗教では通過儀礼を重要視するという点であると主張した。
ペッタッツォーニは『L’onniscienza di Dio』において異なる形態をとる宗教を比較することは一つの学問領域だけで行うものではないと述べている。700頁を超えるこの大著は生涯を賭けてヴィルヘルム・シュミットの理論に立ち向かった研究の到達点である。
ペッタッツォーニはイタリアでカトリック協会が宗教研究を独占しているという事態を変えるべく奮闘すると同時に、ベネデット・クローチェのように宗教研究を無価値なものと思い込んでいる世俗主義的な学者とも戦ったのである。
宗教研究において、研究対象となる宗教の特性を文化の産物として受け入れることの重要性と特定の方法論の必要性を強調している。なお、ペッタッツォーニはイギリスの文化人類学者が文化間の類似性を研究するのに用いていた手法にかなり似通った方法で歴史の比較を行っていた。

## 著作
- 『La religione primitiva in Sardegna』 (1912)
- 『La religione di Zarathustra nella storia religiosa dell'Iran』(1920)
- 『La religione nella Grecia antica fino ad Alessandro』 (1921)
- 『Dio: formazione e sviluppo del monoteismo』 (1922)
- 『I misteri』 (1924)
- 『La confessione dei peccati』 (全3巻 1929 - 1935)
- 『Saggi di storia delle religioni e di mitologia』 (1946)
- 『Miti e leggende』 (全4巻 1948-1963)
- 『Essays on history of religion』 (1954)
- 『L’onniscienza di Dio』 (1955)  ※国書刊行会より邦訳が出る予定
- 『L’essere supremo nelle religioni primitive』(1957)
- 『Religione e società』(1966)

### 論文の日本語訳
- 「西欧と日本の宗教の歴史的発達にみられる並行現象」 - 『宗教研究』（日本宗教学会、1960年）に収録。訳者は野上素一[2]。
- 「至上者 現象学的構造と歴史的発展」 - ミルチャ・エリアーデ、ジョセフ・キタガワ共編、岸本英夫監訳『宗教学入門』（東京大学出版会、1962年）に収録。

## 参考
- 江川純一『イタリア宗教史学の誕生 : ペッタッツォーニの宗教思想とその歴史的背景』勁草書房、2015年。ISBN 9784326102419。 NCID BB17776633。